# August von Bernuth

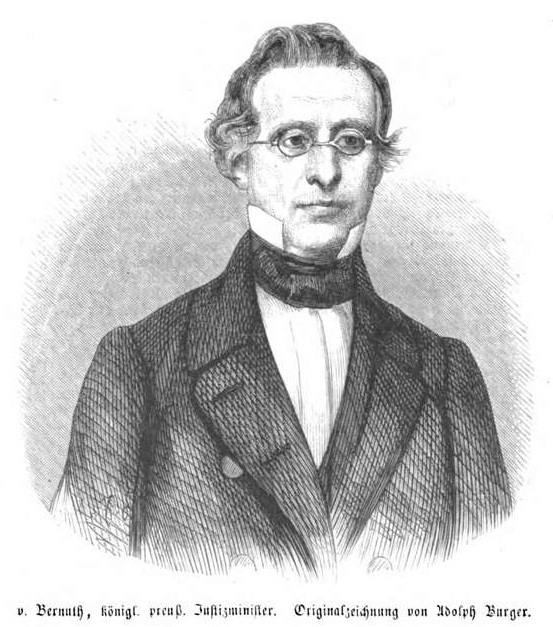
August von Bernuth, 1861. Grafik von Adolph Burger.

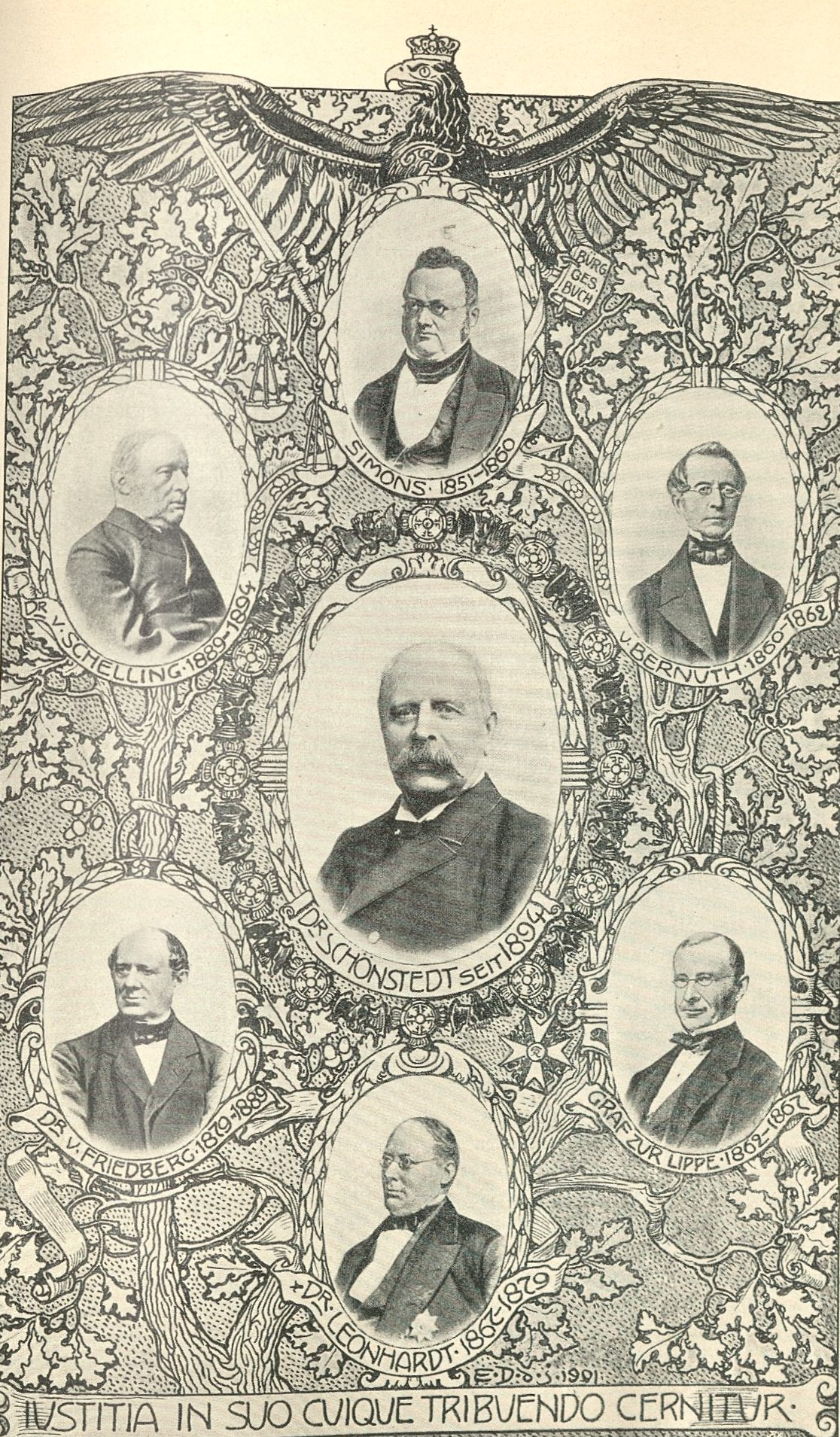
Justizminister Preußens 1851–1905

August Moritz Ludwig Heinrich Wilhelm von Bernuth (* 11. März 1808 in Münster; † 25. April 1889 in Berlin) war ein preußischer Staats- und Justizminister.

## Leben

### Herkunft
August war ein Sohn des preußischen Oberlandesgerichtspräsidenten in Münster Karl von Bernuth (1774–1843) und dessen Ehefrau Luise, geborene Freiin von der Recke (1787–1862) aus dem Hause Uentrop. Der spätere preußische Generalmajor Fritz von Bernuth (1819–1906) war sein jüngerer Bruder.

### Laufbahn
Er studierte von 1825 bis 1828 in Göttingen und Berlin Rechtswissenschaften. Anschließend arbeitete er als Richter in Westfalen. Darunter waren Stellen am Land- und Stadtgericht Dorsten sowie am Oberlandesgericht in Paderborn. Im Jahr 1845 wurde von Bernuth als wissenschaftlicher Hilfsarbeiter an das Obertribunal in Berlin berufen. Im Jahr 1849 wurde von Bernuth zum vortragenden Rat im preußischen Justizministerium ernannt. Gleichzeitig wurde er Mitglied der ersten Kammer des preußischen Landtages. In dieser Funktion beteiligte er sich an den Diskussionen zur Verfassungsrevision und vertrat dabei einen liberalen Standpunkt. Im Jahr 1855 wurde von Bernuth zum Vizepräsidenten des Appellationsgerichts in Glogau ernannt. Vier Jahre später war er Präsident des Appellhofs in Posen. Im Herbst 1860 wurde von Bernuth zum Kronsyndikus und zum lebenslangen Mitglied des Herrenhauses ernannt. Während der neuen Ära war er seit 1860 Justizminister. Mit dem gesamten Kabinett trat er im März 1862 zurück. Von Bernuth gehörte im Herrenhaus der liberalen Fraktion an. Während des Verfassungskonflikts vertrat er entschieden liberale Positionen. Zeitweise war er zwischen 1875 und 1877 Vizepräsident des Herrenhauses. Von 1867 bis zu seinem Tod gehörte von Bernuth zunächst dem Norddeutschen Reichstag und später dem Deutschen Reichstag. Im Reichstag des Norddeutschen Bundes gehörte von Bernuth zur Fraktion des Altliberalen Zentrums, von 1871 bis 1874 war er Mitglied der Fraktion der Liberalen Reichspartei und schloss sich nach deren Auflösung 1874 der nationalliberalen Fraktion an.

### Familie
Bernuth heiratete am 24. August 1839 Marie Delhaes (1820–1863), mit der er folgende Kinder hatte:
- Anna (1840–1917) ⚭ Botho von Wussow (1828–1891), preußischer Generalleutnant
- Ida (1841–1894)
- Klara (1843–1867) ⚭ 1865 Paul von Beneckendorff und von Hindenburg (1837–1870), gefallen in der Schlacht bei Mars-la-Tour als preußischer Rittmeister und Eskadronchef im 2. Garde-Dragoner-Regiment[4]
- Paula (* 1846) ⚭ 1869 ihren Schwager Paul von Beneckendorff und von Hindenburg (1837–1870)

### Tod
August von Bernuth starb 1889 im Alter von 81 Jahren in Berlin und wurde auf dem Alten St.-Matthäus-Kirchhof in Schöneberg beigesetzt. Das Grab ist nicht erhalten geblieben.